# أزور فيلاجيتش
أزور فيلاجيتش (بالألمانية: Azur Velagić)‏ مواليد 20 أكتوبر 1991 في ميونخ، هو لاعب كرة قدم بوسني. يلعب كمدافع.

## المسيرة الاحترافية

### أندية لعب لها
- إنغولشتات 04
- يان ريغينسبورغ

## روابط خارجية
- أزور فيلاجيتش على موقع قاعدة بيانات كرة القدم.إي يو (الإنجليزية)
- أزور فيلاجيتش على موقع بيانات كرة القدم. دي إي (الألمانية)
- أزور فيلاجيتش على موقع Soccerway.com (الإنجليزية)
- أزور فيلاجيتش على موقع عالم كرة القدم.نت (الإنجليزية)